# Theatrum Statuum Sabaudiae

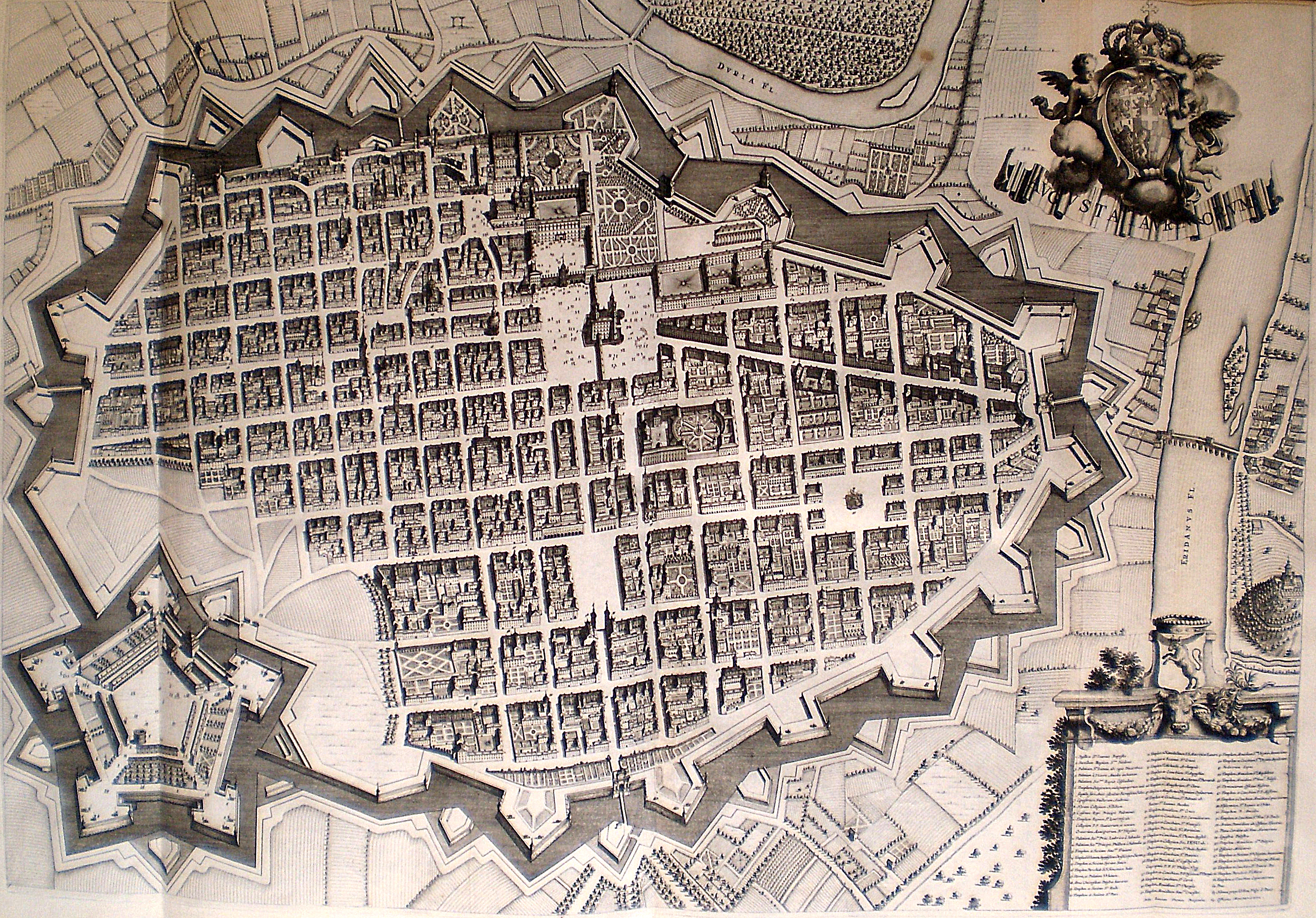
Stadtplan von Turin, 1674

Das Theatrum Statuum Sabaudiae, oder auch Theatrum statuum Regiae Celsitudinis Sabaudiæ Ducis, ist eine Sammlung von Veduten und kartografischen Abbildungen aus allen Regionen des savoyischen Staates im 17. Jahrhundert.
Das Werk entstand zur Zeit Herzog Karl Emanuels II. von Savoyen und Piemont und erschien 1682 in Amsterdam im Verlag des niederländischen Kartografen Joan Blaeu.
Die Vorarbeiten begannen 1657, als Herzogin Christina von Frankreich eine Serie von Abbildungen der bedeutenden Städte Savoyens in Auftrag gab. Sie wurden für ihren Sohn Karl Emanuel II. weitergeführt und ergänzt. Das zweibändige Werk ist in lateinischer Sprache geschrieben und wurde zunächst in 50 Exemplaren für den savoyischen Hof gedruckt. Elf Jahre später erschien eine Ausgabe in niederländischer Sprache und 1700 auch eine Version auf Französisch unter dem Titel «Théâtre des États de S. A. R. le duc de Savoye, prince de Piémont».
Das Werk enthält drei topografische Karten der Landesteile Savoyen, Piemont und Chablais und 145 Abbildungen in Kavalierperspektive, die nach Originalaufnahmen des Ingenieurs Giovanni Tommaso Borgonio gezeichnet wurden. Im ersten Band sind die Hauptstadt Turin und das alte Zentrum Savoyens Chambéry mit zahlreichen einzelnen Bauwerken abgebildet und beschrieben. Der zweite Band präsentiert die Landschaften und viele Städte des Herzogtums. Die historisch-topografischen Begleitkommentare zu den Abbildungen verfassten der Jesuit Emanuele Tesauro und der Historiograf Pietro Gioffredo.

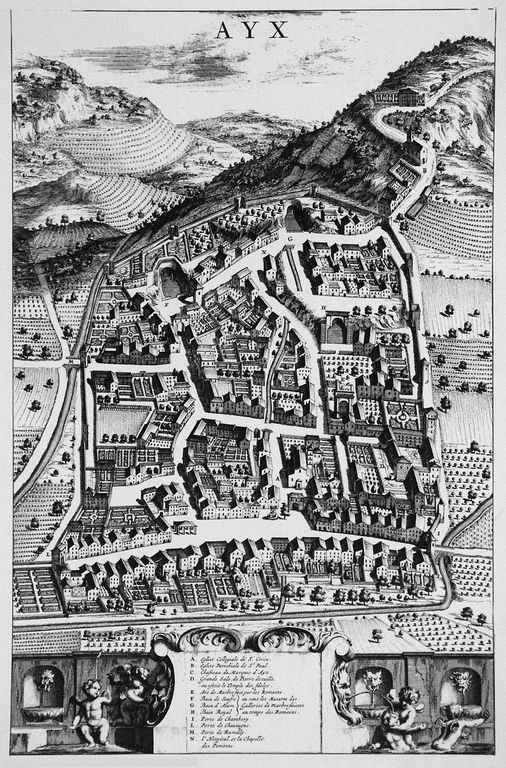
Municipales d'Aix-les-Bains
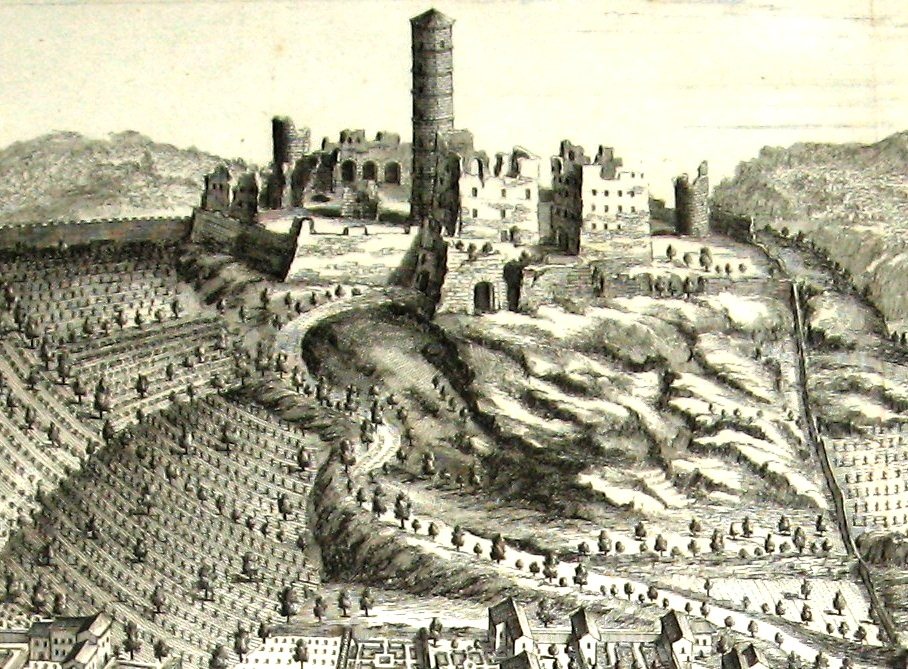
château de Cortemilia (Piémont)
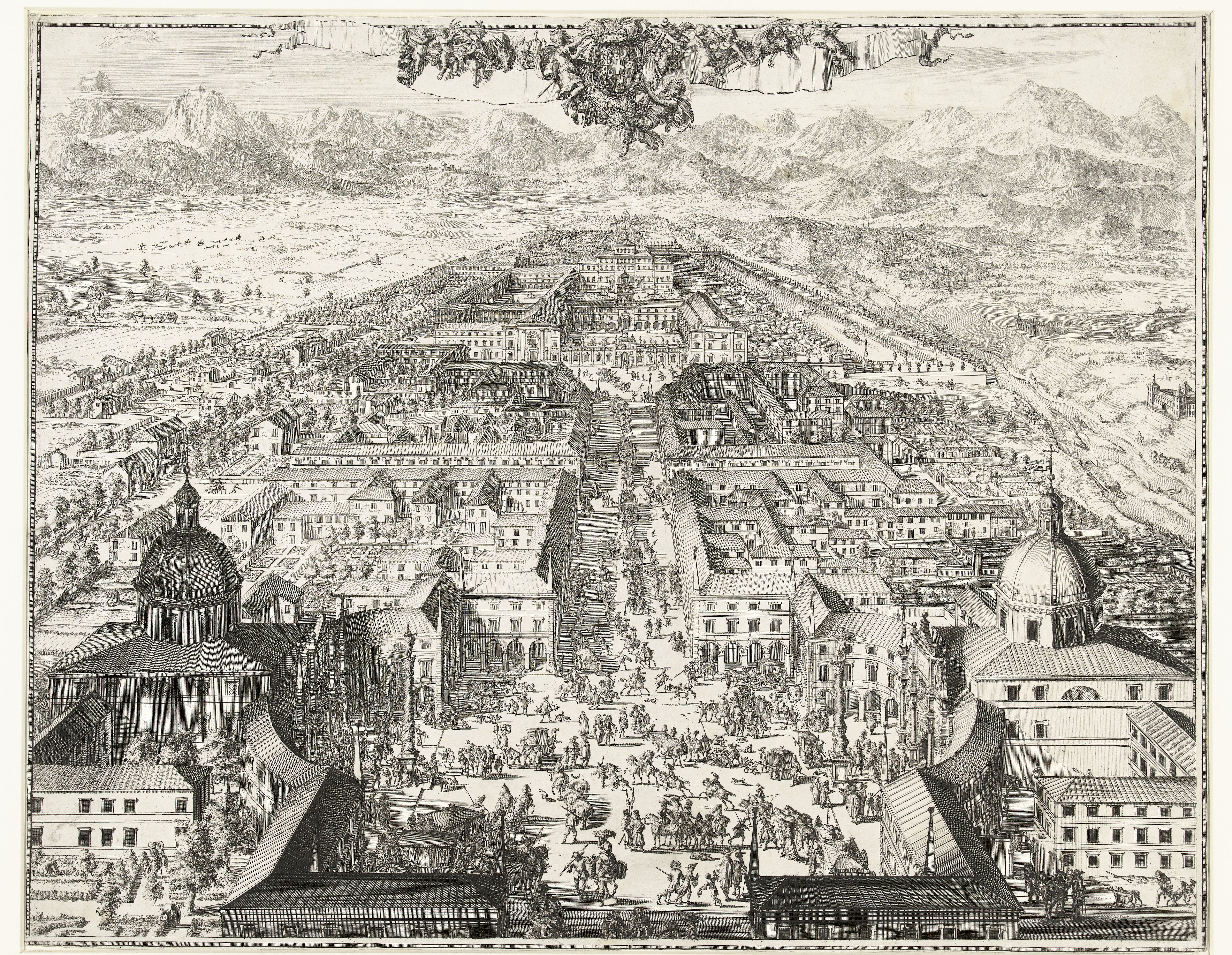
Palast in Turin
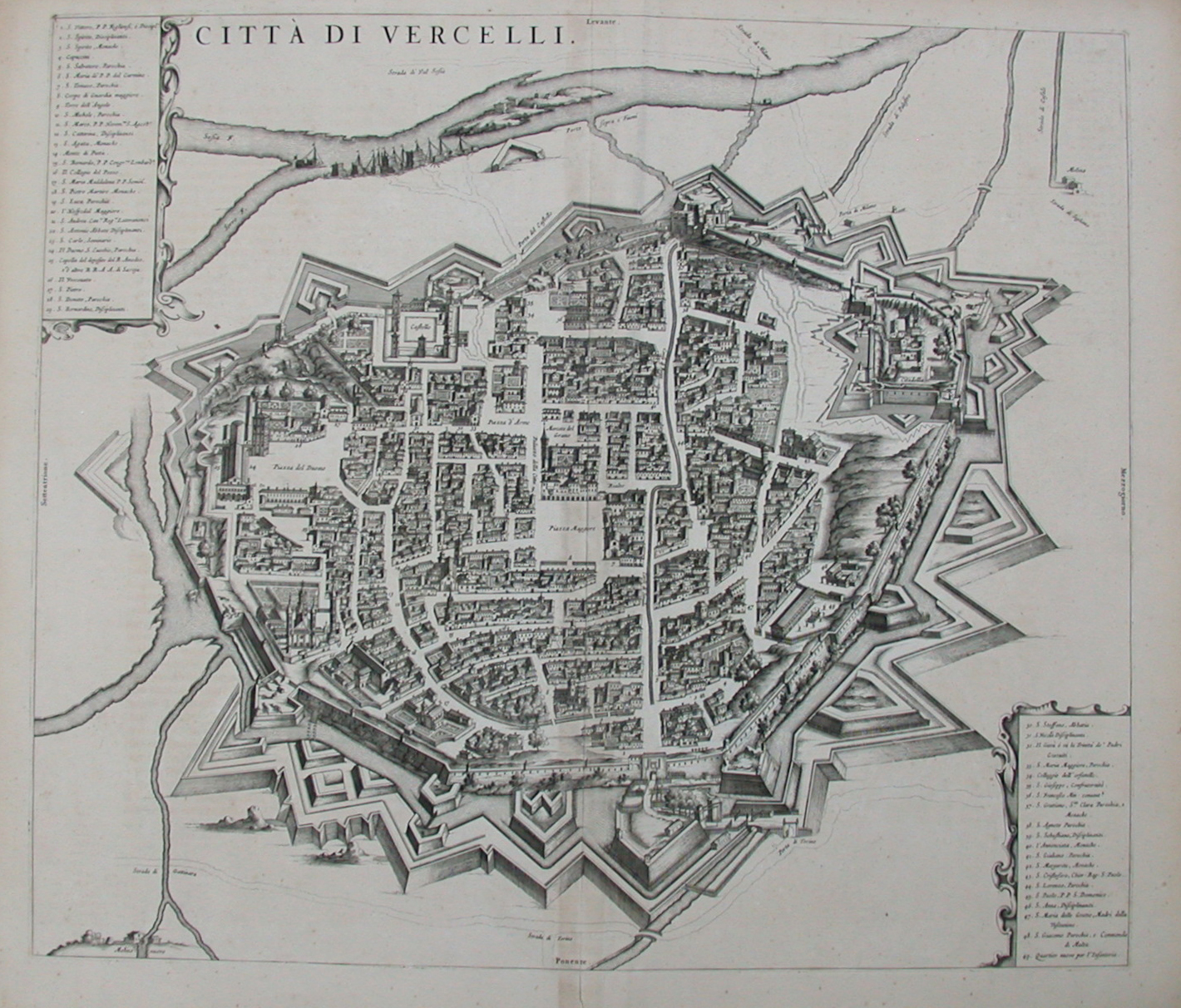
Vercelli 1682
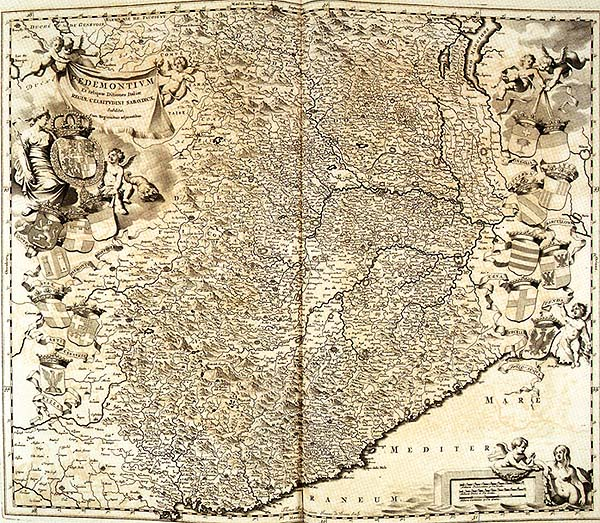
Karte des Piemonts
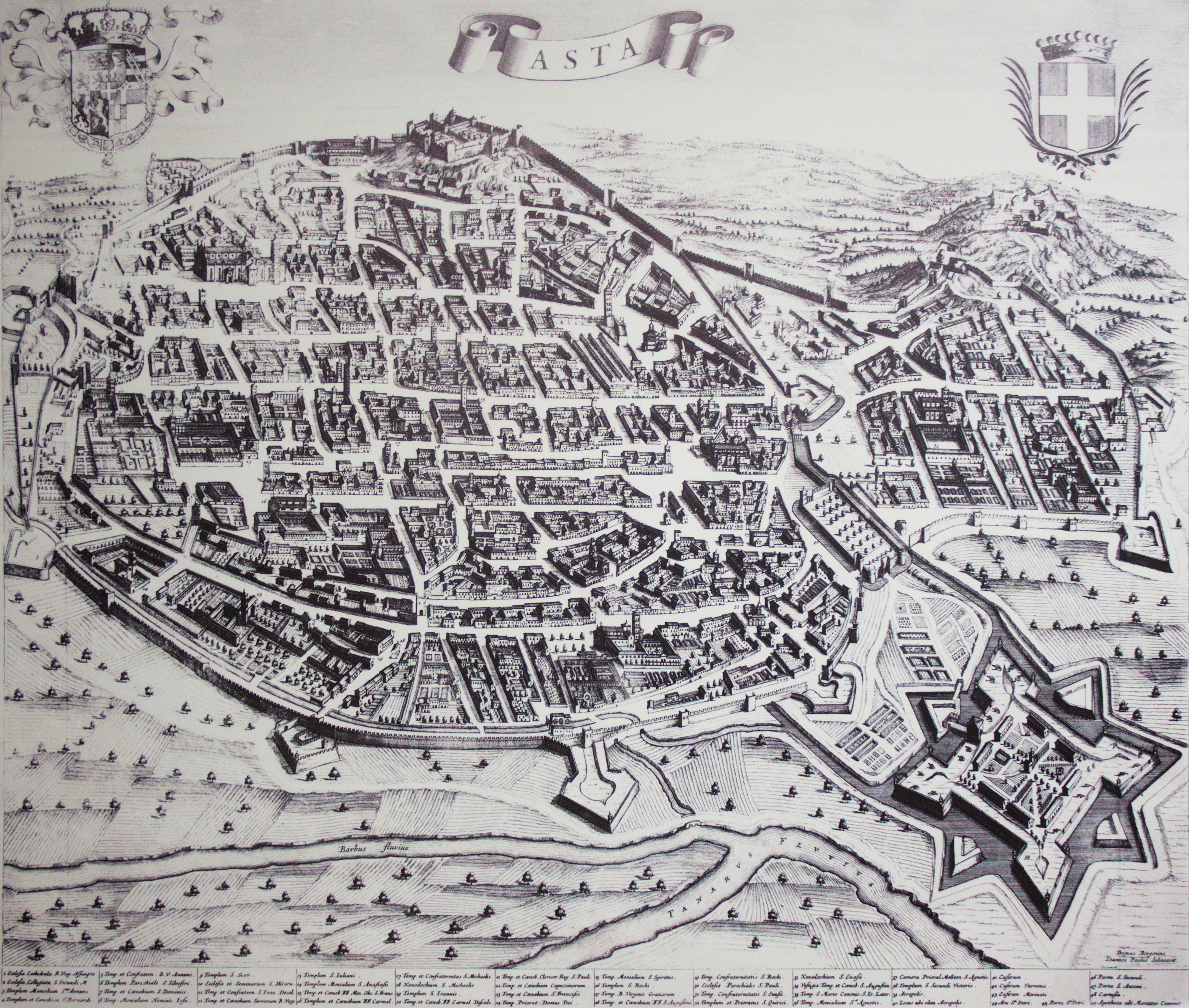
Asti 1682

## Erstausgabe
- Theatrum statuum regiae celsitudinis Sabaudiæ ducis, Pedemontii principis, Cypri regis. Joan Blaeu, Amsterdam 1682.